# Haloperidol
Haloperidol (med handelsnavnene Haldol og Serenase®) er et ældre antipsykotikum. Stoffet er en dopamin invers agonist.
Haloperidol anvendes til behandling af skizofreni og andre psykotiske tilstande. Desuden kan det anvendes mod kemoterapi- eller stråleinduceret kvalme og opkastning.
Haloperidol findes også som langtidsvirkende depotformulering i form af dekanoat ester. Denne formulering gives som intramuskulær injektion hver 3.-4. uge.